# 헤비 에어리프트 윙

방패 문장

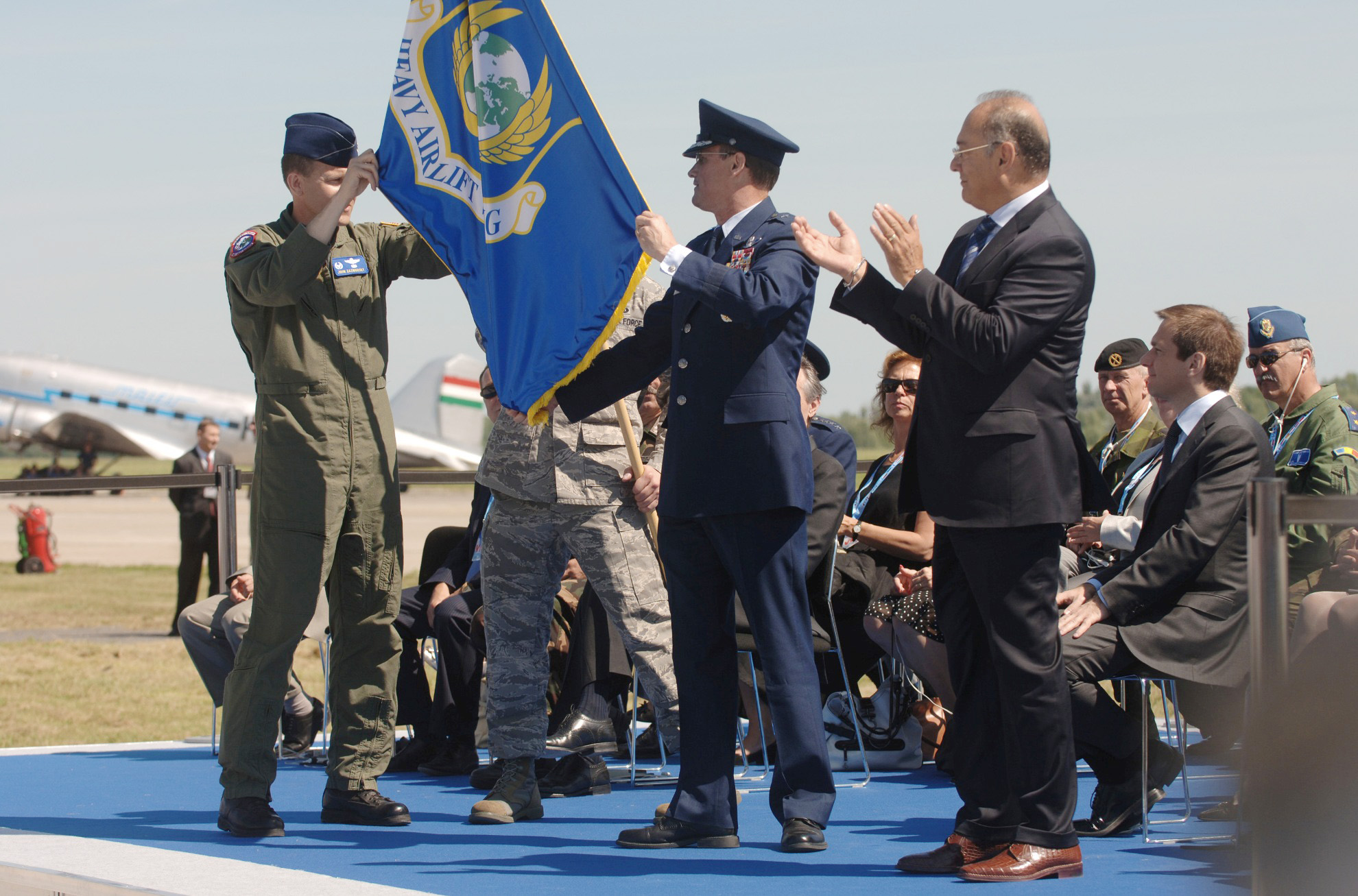
2009년 창설 행사

중형항공수송비행단(영어: Heavy Airlift Wing 헤비 에어리프트 윙[*] HAW)은 헝가리 파파 항공기지에 있는 다국적 항공수송부대이다.

## 역사
2009년 7월 27일 전략 항공수송 능력 확충 계획(Strategic Airlift Capability, SAC) 프로그램의 일부로서 공식 창설되었으며, 3대의 C-17 글로브마스터III 항공기를 구매하고 운영하고 있다.
현재 헤비 에어리프트 윙은 왕립 노르웨이 공군의 대령에 의해 지휘되고 있으며 불가리아, 에스토니아, 핀란드, 헝가리, 리투아니아, 네덜란드, 노르웨이, 폴란드, 루마니아, 슬로베니아, 스웨덴, 미국 등 12개 참여국 출신의 최대 155명의 군요원들로 구성된다. 전략 항공수송 능력 확충 계획(SAC) 국가들은 자국의 요원을 보내어 임시직 또는 정직(定職)으로 헤비 에어리프트 윙에서 일할 수 있게 하고 있다.